# Испания на «Евровидении-2009»

## Национальный отбор
Национальный отборочный тур за право представлять Испанию на конкурсе Евровидение 2009 в Москве завершился досрочно 28 февраля 2009 года. Певица Сорайя Арнелас получила право выступить в Москве со своей песней «La noche es para mí» («Эта ночь для меня»). Сорайя родилась 13 сентября 1982 года в городке Валенсия де Алькантара.
Как и в прошлом году, все песни участников песенного конкурса есть на сайте MySpace.com.

## Во втором полуфинале
Так как Испания — одна из четырёх стран «Большой Четвёрки», то она участвует сразу в финале и не участвует в полуфиналах конкурса, но может голосовать во втором полуфинале.
| Голоса членов жюри Испании во втором полуфинале | Голоса членов жюри Испании во втором полуфинале |
| ----------------------------------------------- | ----------------------------------------------- |
| Оценка                                          | Страна                                          |
| 12                                              | Норвегия (1 место)                              |
| 10                                              | Украина (6 место)                               |
| 8                                               | Молдавия (5 место)                              |
| 7                                               | Азербайджан (2 место)                           |
| 6                                               | Греция (4 место)                                |
| 5                                               | Сербия (10 место)                               |
| 4                                               | Дания (8 место)                                 |
| 3                                               | Венгрия (15 место)                              |
| 2                                               | Эстония (3 место)                               |
| 1                                               | Литва (9 место)                                 |

## Финал
Итак, Сорайя сразу прошла в финал.
В финале Сорайя выступала последней (25-м) и заняла предпоследнее 24 место с 23 баллами. Самые большие баллы подарила  Андорра (12)
| Голоса за Сорайю в финале | Голоса за Сорайю в финале |
| ------------------------- | ------------------------- |
| Оценка                    | Страна                    |
| 12                        | Андорра                   |
| 10                        |                           |
| 8                         |                           |
| 7                         | Португалия                |
| 6                         |                           |
| 5                         |                           |
| 4                         |                           |
| 3                         | Швейцария                 |
| 2                         |                           |
| 1                         | Греция                    |

| Голоса телезрителей Испании в финале | Голоса телезрителей Испании в финале |
| ------------------------------------ | ------------------------------------ |
| Оценка                               | Страна                               |
| 12                                   | Норвегия (1 место)                   |
| 10                                   | Великобритания (5 место)             |
| 8                                    | Португалия (15 место)                |
| 7                                    | Румыния (19 место)                   |
| 6                                    | Украина (12 место)                   |
| 5                                    | Молдавия (14 место)                  |
| 4                                    | Армения (10 место)                   |
| 3                                    | Франция (8 место)                    |
| 2                                    | Турция (4 место)                     |
| 1                                    | Греция (7 место)                     |